# Recanati
Recanati is een gemeente in de Italiaanse provincie Macerata (regio Marche) en telt 20.817 inwoners (31-12-2004). De oppervlakte bedraagt 102,8 km2, de bevolkingsdichtheid is 202 inwoners per km2.
De volgende frazioni maken deel uit van de gemeente: Bagnolo, Castelnuovo, Chiarino, Le Grazie, Montefiore, Santa Lucia.

## Demografie
Recanati telt ongeveer 7391 huishoudens. Het aantal inwoners steeg in de periode 1991-2001 met 3,6% volgens cijfers uit de tienjaarlijkse volkstellingen van ISTAT.
| Jaar | Inwoneraantal |
| ---- | ------------- |
| 1991 | 19.359        |
| 2001 | 20.050        |

## Geografie
De gemeente ligt op ongeveer 296 m boven zeeniveau.
Recanati grenst aan de volgende gemeenten: Castelfidardo (AN), Loreto (AN), Macerata, Montecassiano, Montefano, Montelupone, Osimo (AN), Porto Recanati, Potenza Picena.

## Geboren in Recanati
- Giacomo Leopardi (1798-1837), schrijver en dichter
- Beniamino Gigli (1890-1957), zanger
- Franco Uncini (1955), motorcoureur
- Riccardo Stacchiotti (1991), wielrenner